# Єнні Вольф
Єнні Вольф (нім. Jenny Wolf; * 31 січня 1979, м. Берлін, Німеччина) — німецька ковзанярка-спринтерша, яка виступає в ковзанярському спорті на професійному рівні з 1995 року. Є лідером національної команди, виступала на трьох олімпіадах і як учасник зимових Олімпійських ігор здобула срібну медаль у 2010 році в одиночних змаганнях на дистанції 3000 метрів (до того було 6 місце в 2006 і 10 місце в 2002 роках). На світових форумах ковзанярів почали приходити успіхи з 2008-2009 років, коли спортсменка 5 разів піднімалася на подіум етапів Кубка світу з ковзанярського спорту.

## Медальні досягнення за дисциплінами
Станом на 21 листопада Єнні Вольф здобувала трофеї на різних дистанціях (за дисциплінами):
| Досягнення        | 100 м | 500 м | 1000 м | 3000 м | 5000 м | Командні |
| ----------------- | ----- | ----- | ------ | ------ | ------ | -------- |
| 1. «золото»       | 12    | 34    |        |        |        |          |
| 2. «срібло»       | 5     | 15    |        |        |        |          |
| 3. «бронза»       | 0     | 3     |        |        |        |          |
| «10-ка найкращих» | 4     | 26    |        |        |        |          |